# Pinochet: los archivos secretos
Pinochet: los archivos secretos (The Pinochet File) es un libro del Archivo Nacional de Seguridad de Estados Unidos escrito por Peter Kornbluh que abarca más de dos décadas de documentos desclasificados de la Agencia Central de Inteligencia (CIA), la Agencia de Inteligencia de Defensa (DIA), la Casa Blanca y del Departamento de Estado de los Estados Unidos, con respecto a actividades encubiertas estadounidenses en Chile. Se basa en más de 24 000 documentos previamente clasificados que se publicaron como parte del Proyecto de Desclasificación de Chile durante el gobierno de Clinton, entre junio de 1999 y junio de 2000.

## Significado
La Ley de Libertad de Información (FOIA) es una medida federal en forma de ley de libertad de información que permite la divulgación total o parcial de la información inédita y documentos controlados por el gobierno de los Estados Unidos. La Ley define los registros de la agencia con mayor transparencia, y se describen los procedimientos de divulgación obligatoria y subvenciones con nueve exenciones a la ley. Fue firmado originalmente por el presidente Lyndon B. Johnson, a pesar de sus recelos, el 4 de julio de 1966, como 5 USC § 552 y entró en vigor el año siguiente.

### Impacto en los medios
Pinochet: los archivos secretos fue seleccionado como uno de los "mejores libros de 2003" en la categoría de no ficción por Los Angeles Times. La revista The New Yorker dijo en su edición del 8 de septiembre de 2003:

Para los chilenos, el 11 de septiembre marca una tragedia, el golpe de 1973 que derrocó al gobierno democráticamente elegido de Salvador Allende. Este oportuno libro entreteje treinta años de documentos desclasificados con una narrativa apasionante sobre la participación de Estados Unidos en el asunto. En una reunión del Consejo de Seguridad Nacional en 1970, dijo el secretario de Defensa Melvin Laird acerca de Allende: "Queremos hacer todo lo posible para hacerle daño y destrozarlo hasta las cenizas", y una nota de la CIA en el mismo año describía los esfuerzos de un aliado clave "para aumentar el nivel de terrorismo en Santiago". Este terrorismo incluía el asesinato de René Schneider, el constitucionalista comandante en jefe de las fuerzas armadas de Chile, que se llevó a cabo con fondos y metralletas proporcionados por la CIA. La evidencia que Kornbluh ha reunido es abrumadora. Recientemente Colin Powell comentó sobre el papel de Estados Unidos en el golpe de Pinochet, "no es una parte de la historia americana de la que estamos orgullosos..."
The New Yorker en su revisión.

La crítica de la revista Newsweek de El Archivo Pinochet lo describe como:

"... en realidad dos libros distintos, pero se cruzan. El primero es un recuento narrativo de la participación del gobierno de Nixon en Chile. Su misión era asegurarse de que la elección de Allende en 1970 no sirviera como modelo para los candidatos de izquierda en otros lugares. La segunda consiste en la reproducción de cientos de documentos de inteligencia destacados publicados en 1999 y 2000 en respuesta a las peticiones del presidente Bill Clinton".
Edición de Newsweek del 21 de septiembre de 2003.

Publishers Weekly publicó en su edición de septiembre de 2003 lo siguiente al respecto:

Durante años, el gobierno de Estados Unidos mantuvo archivos de máximo secreto que detallaban su política en Chile y su papel en la ayuda para asegurar el ascenso del general Pinochet al poder dictatorial en la década de 1970. En este examen de los miles de registros recientemente desclasificados por la CIA, la Casa Blanca, el Consejo de Seguridad Nacional, el Pentágono y el FBI, Kornbluh ofrece nuevas revelaciones sobre el desarrollo de una política dedicada a derrocar a un gobierno democrático existente en Chile y su sustitución por un gobierno militar, apoyado por los Estados Unidos, que tenía un total desprecio por los derechos humanos. A lo largo del libro, Kornbluh, director del Archivo de Seguridad Nacional, un centro de investigación sin fines de lucro apoya sus afirmaciones con extractos de los documentos pertinentes, y trata de arrojar luz sobre algunas de las cuestiones pendientes de la época que aún mendigan respuestas, incluyendo lo que motivó al presidente Nixon y el Secretario de Estado Henry Kissinger para autorizar la sangrienta campaña y cómo participó realmente el gobierno de Estados Unidos en el golpe de septiembre de 1973. 
Publishers Weekly, septiembre de 2003.

### Intervención estadounidense en Chile
La inclusión de los documentos es una fuente clave que permite al lector no solo corroborar los hallazgos de Kornbluh, sino para adquirir una idea de la magnitud de las actividades encubiertas de Estados Unidos en Chile, y para entender el tenor de la conversación en la Casa Blanca y la CIA sobre la presidencia de Salvador Allende. Mientras que los Estados Unidos afirman que apoyaron a Chile y su proceso de elección democrática, los documentos muestran intentos complejos y extensos primero para evitar que Allende fuera elegido, y luego para derrocarlo con un golpe de Estado.
El golpe de Estado requirió primero quitar el comandante en jefe del Ejército chileno (René Schneider), que se oponía a la intervención militar en la situación política chilena. Este fue asesinado por los golpistas financiados por la CIA (el general retirado Roberto Viaux y el general Camilo Valenzuela). Una vez que Augusto Pinochet tomó el poder, sus violaciones de derechos humanos fueron toleradas, a pesar de que los EE. UU. sabía que miles de ciudadanos habían sido detenidos, incluso ciudadanos estadounidenses como Charles Horman y Frank Teruggi fueron asesinados.
La CIA fomentó un amplio encubrimiento de su participación en el golpe, incluyendo engaños al Comité Church del Senado de Estados Unidos. La Casa Blanca también retuvo los documentos clave. Posteriormente, el papel de los EE. UU. en este período de la historia no fue correctamente entendido, pues estaba basado únicamente en los resultados publicados en ese momento. Por otra parte, la amplia propaganda encubierta, sobre todo en El Mercurio, cambió la percepción del mundo sobre Allende, pintándolo como un peón comunista y planteando el fracaso de la economía chilena debido a sus decisiones. Por el contrario, los documentos desclasificados muestran que Richard Nixon promovió un "bloqueo económico invisible" en coordinación con las corporaciones multinacionales estadounidenses y las organizaciones bancarias internacionales, que fueron presionadas para retener la refinanciación de préstamos. En consecuencia, gran parte de la historia que se ha escrito sin tener acceso a estos documentos puede ser necesario volver a examinarse, como Kornbluh discute en la introducción del libro:

En efecto, los documentos contienen información nueva sobre casi todos los asuntos importantes, episodios, y escándalos que destacan esta era controvertida. Cubren eventos como el Proyecto FUBELT, la Operación Sinsonte, acciones encubiertas de la CIA para bloquear la llegada de Salvador Allende a la presidencia de Chile en el otoño de 1970, el asesinato del comandante en jefe chileno René Schneider, la estrategia y las operaciones de desestabilización de los Estados Unidos contra el gobierno de Allende, el grado de apoyo de Estados Unidos al golpe, las ejecuciones posteriores al golpe de ciudadanos estadounidenses (Charles Horman y otros para encubrir la participación estadounidense directa en el golpe), y los orígenes y las operaciones de la policía secreta de Pinochet, la DINA, especialmente la vinculación con la CIA del jefe de la DINA Manuel Contreras, la Operación Cóndor, el atentado terrorista con coche bomba contra Orlando Letelier y Ronni Moffitt en Washington DC, el asesinato por quemadura del residente de Washington Rodrigo Rojas y los esfuerzos finales de Pinochet para frustrar la transición a un gobierno civil. (P.xvii-xviii)

### Relación de Estados Unidos con la DINA
Probablemente el icono más representativo de la crueldad del régimen de Pinochet fue el jefe de la DINA, Manuel Contreras.
Documentos clasificados ahora confirman que, no solo Contreras estaba en la nómina de la CIA, sino que cuando llegó a Washington durante el apogeo de abusos contra los derechos humanos, el Departamento de Estado de los Estados Unidos tenía tareas específicas para él, referentes a la aplicación del Programa Phoenix a América Latina, la conocida Operación Cóndor.

"A Contreras también se le pidió que se contactara con Anaconda Copper Company y General Motors para animarles a reanudar sus operaciones en Chile."
The Pinochet File

### Boris Weisfeiler
Los oficios desclasificados también aportan información sobre Boris Weisfeiler, un profesor norteamericano nacido en Rusia quien -a comienzos de 1985- se encontraba practicando excursionismo en las cercanías de Colonia Dignidad. La versión de esos años era que había muerto en el río Ñuble.

“Es el único norteamericano entre los más de mil chilenos desaparecidos. Encontramos más de 400 documentos del Departamento de Estado que establecen que no había muerto en el río”,......“el juez Zepeda tiene la causa pero no hay ningún avance, yo sigo trabajando con su hermana Olga”
Robert Kornbluh

### Deterioro del régimen de Pinochet
Un informe de inteligencia de la CIA titulado “Pinochet bajo presión” reportaba que “la política chilena había cambiado de manera irreversible, creemos, durante los últimos años”:
- La actitud del pueblo con respecto a las políticas de libre mercado del gobierno se ha agudizado a causa de la recesión económica.[15]
- El resurgimiento de los sindicatos y los partidos políticos ha propiciado la reactivación de la vida política chilena.[15]
- Los radicales de izquierda se han vuelto más activos en lo político, hasta el punto de organizar mítines y participar en debates informales con partidos moderados, en tanto que el Partido Comunista chileno ha extendido su organización por todo el país de un modo que solo supera el Partido Demócrata Cristiano.[15]
- La identificación de los militares con Pinochet ha comenzado a resquebrajarse debido a las diferencias sobre cómo actuar ante el disenso político y en torno al programa de restauración del gobierno civil.[15]

### Caso quemados
El asesinato de un joven fotógrafo chileno que acababa de volver del exilio en Washington puso nuevamente la atención de los altos funcionarios de la administración Reagan en la necesidad de aumentar las presiones para que Pinochet se fuera. Rodrigo Rojas había regresado a Chile en mayo de 1986. El 2 de julio, él y una joven mujer, Carmen Gloria Quintana, fueron detenidos por una patrulla militar durante una protesta callejera, rociados con gasolina, quemados y arrojados a una zanja. Rojas murió unos días después a causa de las quemaduras en el 80 por ciento de su cuerpo.La tarde del 14 de julio, la lectura de documentos del Presidente Reagan incluyó un reporte secreto sobre el “probable involucramiento del Ejército chileno en el asesinato de Rojas”. Hombres clave del Congreso estadounidense pidieron que el gobierno repudiara públicamente al régimen de Pinochet.

“La onda expansiva que dejó la muerte de Rojas tiene un impacto relevante en las actitudes de los congresistas. El sentimiento por acciones duras seguirá construyéndose particularmente si los responsables de este crimen no son identificados y enjuiciados”
Reporte secreto enviado al secretario Shultz por su delegado para América Latina, Elliott Abrams.

### Pinochet trata de desconocer plebiscito de 1988
El rol más significativo de Estados Unidos fue delatar el plan secreto de Pinochet de usar la violencia para anular el plebiscito en caso de que ganara el “No” y así mantenerse en el poder. Ya en mayo de 1988, cuatro meses antes del plebiscito, la CIA obtuvo datos de inteligencia sobre “la creciente determinación de los militares de evitar la subida el poder de un gobierno civil en Chile”. Hacia fines de septiembre, la CIA y la Agencia de Inteligencia de Defensa (DIA, por su sigla en inglés) habían acumulado evidencia significativa de un plan para una matanza y un autogolpe si el voto no se inclinaba hacia Pinochet el 5 de octubre.
En un cable secreto al Departamento de Estado, el embajador Harry Barnes reportó:

El plan de Pinochet es sencillo: a) si gana el Sí, perfecto; b) si la lucha resulta estar muy reñida, recurrirá al fraude y la coerción, c) si parece que los votantes se decantan claramente por el NO, empleará la violencia y el terror para poner fin al proceso. Para ayudar a crear la atmósfera de represión necesaria, la CNI se encargará de protagonizar ciertos actos violentos antes del 5 de octubre y durante la jornada de elecciones. Sabemos que los consejeros más cercanos a Pinochet se están dando cuenta de que tiene muchas posibilidades de perder, por lo que creemos muy probable que se ponga en práctica la tercera opción, lo que comportaría una pérdida considerable de vidas.
Memo de Embajador Harry Barnes al Secretario de Estado .

## Documentos desclasificados reproducidos en el libro
La inclusión de los documentos fuente claves proporcionan una rara vista detrás de las escenas en la operación encubierta de un cambio de régimen . Documentos clave de la CIA, del Consejo de Seguridad Nacional de Estados Unidos (NSC), Casa Blanca, DIA, y el Departamento de Estado fueron desclasificados en el año 2000. Los más de 24 000 registros corresponden a un promedio de tres registros por día se reunieron en más de dos décadas pero el análisis de Kornbluh no estuvo completo y en impresión hasta el año 2003. Los informes basados en documentos publicados antes de 2000 son necesariamente incompletos y deben ceñirse más a la interpretación de la Casa Blanca de Nixon que difundió a través de sus programas de propaganda negra en Chile.
No todos los documentos que se incluyen son de la CIA. El libro recoge 114 documentos, con 237 páginas, de las siguientes fuentes:
- Agencia Central de Inteligencia: 37 documentos.
- Departamento de Estado de los Estados Unidos: 22 documentos.
- Embajada de Estados Unidos: 15 documentos.
- Consejo de Seguridad Nacional: 10 documentos.
- Agencia de Inteligencia de Defensa: 10 documentos.
- Oficina Federal de Investigaciones: 6 documentos.
- Casa Blanca: 5 documentos.
- Secretario de Estado: 3 documentos.
- Departamento de Defensa: 2 documentos
- Dirección de Inteligencia Nacional: 2 documentos.
- Departamento del Tesoro: 1 documento.
- Corte de Magistrados de Bow Street: 1 documento.